# 1979 MU2
1979 MU2 är en asteroid i huvudbältet som upptäcktes den 25 juni 1979 av de båda amerikanska astronomerna Eleanor F. Helin och Schelte J. Bus vid Siding Spring-observatoriet.